# Liste de poètes de langue chinoise
Cet article répertorie des poètes ayant écrit en langue chinoise.
- Haut – A
- B
- C
- D
- E
- F
- G
- H
- I
- J
- K
- L
- M
- N
- O
- P
- Q
- R
- S
- T
- U
- V
- W
- X
- Y
- Z

## A
- Ai Sin

## B
- Bai Juyi
- Ban Gu
- Bao Zhao

## C
- Cai Yan
- Cai Yong
- Cao Cao
- Cao Pi
- Cao Zhi
- Cui Hao
- Chengyue
- Chūgan Engetsu

## D
- Du Fu (ou Tou Fou)
- Du Mu (803-852)

## F
- Fang Gan
- Feng Yansi

## G
- Gao Qi
- Gu Taiqing
- Guo Moruo
- Gidō Shūshin

## H
- Han Yu
- Hanshan
- Ho Fuk Yan
- Hongdao Yuan
- He Zhizhang
- Huang Tingjian
- Hu Zhiyu

## J
- Jia Dao
- Jia Yi
- Jiang Yan

## K
- Kokan Shiren

## L
- Li He
- Li Gou
- Li Bai (ou Li Po)
- Li Qiao
- Li Qingzhao
- Li Shangyin
- Li Yu ou Li Houzhu
- Liang Desheng
- Liu Yuxi
- Liu Zongyuan
- Lu Guimong
- Lu Ji
- Lu You
- Lu Yu
- Luo Binwang

## M
- Ma Rong
- Mao Zedong
- Mei Yaochen
- Meng Haoran
- Mi Heng
- Mu Dan

## N
- Natsume Sōseki
- Nara Singde

## O
- Ouyang Xiu
- Ouyang Zhan

## P
- Pi Rixiu
- Pan Yue

## Q
- Qin Guan
- Qu Yuan

## R
- Ri Piji
- Ruan Ji

## S
- Shih-Te
- Su Shi
- Shang Ting
- Shen Yue
- Shih-wu
- Shu Ting
- Sima Xiangru
- Song Yu
- Su Xiaoxiao

## T
- Tao Yuanming

## W
- Wang Anshi
- Wang Bo
- Wang Can
- Wang Changling
- Wang Rong
- Wang Wei (XVIIe siècle)
- Wang Wei
- Wang Yi-Ch'eng
- Wei Zhuang
- Wen Tingyun
- Wen Yiduo
- Tsering Woeser
- Wu Jiaji

## X
- Xu Zhimo (1895-1931)
- Xi Kang (ou Ji Kang)
- Xiao Gang
- Xie Huilian
- Xie Lingyun
- Xie Tiao
- Xie Zhuang
- Xin Qiji

## Y
- Yang Manli
- John Yau
- Yan Yanzhi
- Yang Wanli
- Yang Xiong
- Yao Sui
- Yin Xiaoyuan
- Yu Xin

## Z
- Zha Shenxing
- Zhang Heng
- Zhang Hua
- Zhang Ji
- Zhang Jiuling
- Zhang Xie
- Zhang Yanghao
- Zuo Si